# Lope de Larrea

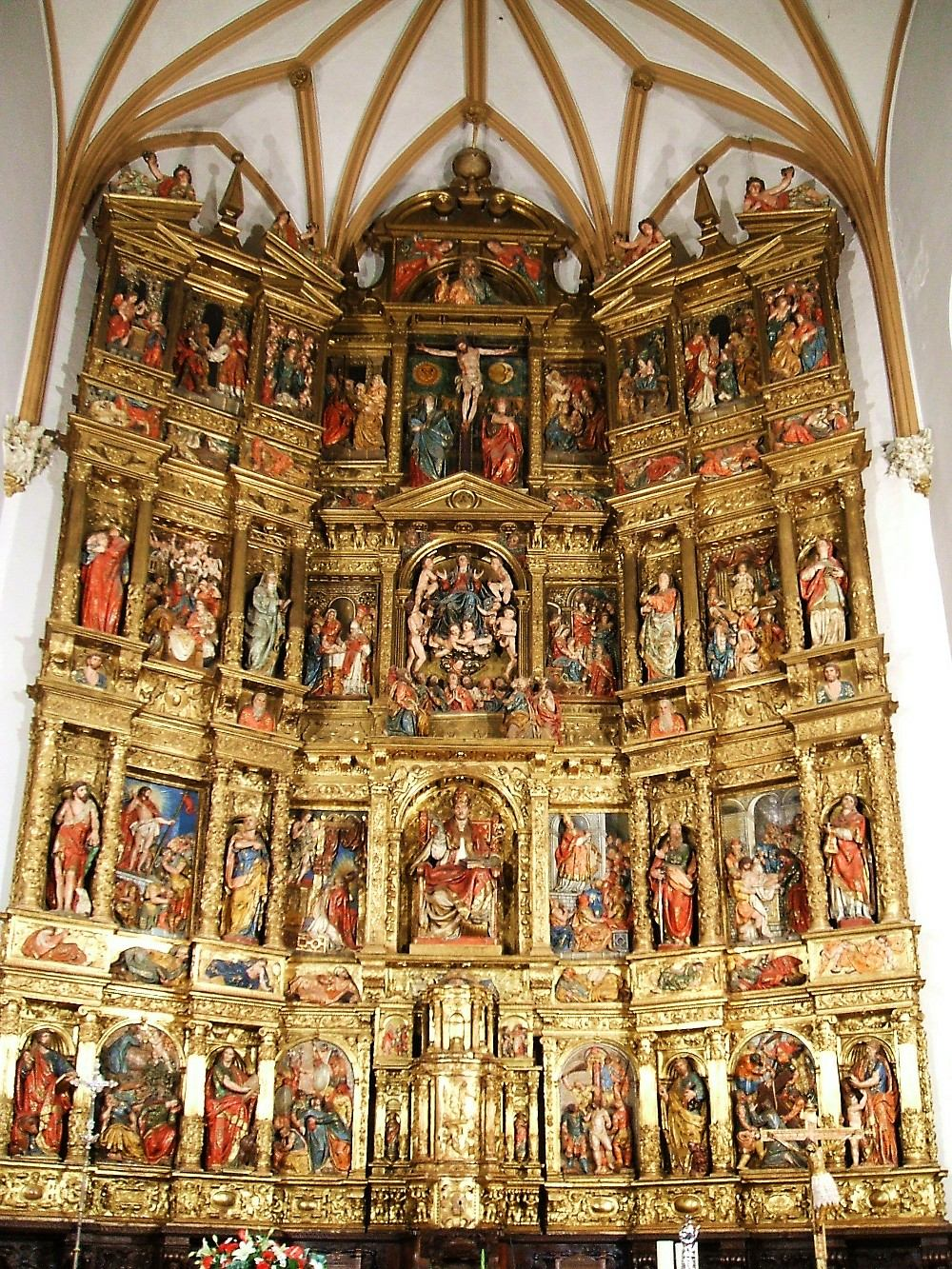
Retablo mayor de la iglesia de Santa Maria (Valtierra) en cuya realización participó Lope de Larrea.

Lope de Larrea (Salvatierra (Álava), noviembre de 1540 ? – 13 de diciembre de 1623) fue un escultor renacentista español inclinado hacia el manierismo romanista de la zona vasco-navarra de España. 
De sus años de juventud no se encuentran datos sobre su vida laboral, sólo a partir del incendio que tuvo lugar en Salvatierra en el año 1564 que destruyó gran parte de la población, tras el cual, consta documentalmente que montó un taller por los encargos que obtuvo para la reconstrucción de las obras perdidas y realización de otras nuevas. En sus primeras ejecuciones se observa la influencia del escultor Juan de Ancheta con el que colaboró en diversas obras, así como también del escultor Juan de Beauves. Además de estos artistas, uno de los maestros que más le influyeron y con el que más obras colaboró fue Pierre Picart, de origen francés pero afincado en Salvatierra con el que llegó a compartir taller. 
Se casó con la hija de su maestro Picart, Petronila Durán, haciéndose cargo a la muerte de su suegro, del taller en el cual ambos trabajaban desde hacía años. De su matrimonio con Petronila nacieron varios hijos, cuatro de ellos en Salvatierra y el resto en los lugares que se trasladaba para trabajar. Entre sus hijos varones destacó como escultor Pedro Lope de Larrea, mientras que una de sus hijas contrajo matrimonio con Pedro de Unzueta, escultor que colaboró en diversas ocasiones con Larrea.
Entre sus numerosas obras, destacan las de tipo religioso efectuadas con madera policromada para los retablos e imágenes como el retablo para Guetaria en 1603. Utilizó el alabastro para el sepulcro de Don Rodrigo de Vicuña y la piedra caliza en los sepulcros de la familia Ordoñana así como en diversos escudos heráldicos para la ciudad de Salvatierra. Su obra más destacable fue el encargo que se le hizo para la continuación del retablo mayor de la Iglesia de Santa María (Valtierra) en el año 1584, donde estuvo trabajando hasta su fallecimiento. Esta etapa final de su vida se decantó hacia una escultura más idealizada.